# Петелиха
Петелиха — река в России, протекает в Кирово-Чепецком районе Кировской области. Устье реки находится в 2,5 км по правому берегу реки Филипповка. Длина реки составляет 12 км.
Исток реки в 6 км к юго-востоку от деревни Чуваши. Река течёт на северо-запад, в среднем течении протекает деревню Банники, где на реке расположена плотина и запруда. В низовьях канализирована, создана сеть мелиоративных каналов. В нижнем течении пересекает железную дорогу Киров — Пермь между станциями Луговой и 1021 км и километром ниже впадает в Филипповку напротив деревни Коршуниха. Именованных притоков не имеет, ширина реки на всём протяжении не превышает 10 м.

## Данные водного реестра
По данным государственного водного реестра России относится к Камскому бассейновому округу, водохозяйственный участок реки — Чепца от истока до устья, речной подбассейн реки Вятка. Речной бассейн реки — Кама.